# Едвард Сноуден
Едвард Џозеф Сноуден (енгл. Edward Joseph Snowden; Илизабет Сити, Северна Каролина, 21. јуна 1983. бивши је амерички радник Централне обавештајне агенције, који је радио као саветник за Државну безбедносну агенцију САД.
Сноуден је изазвао велику контроверзу када је у јавност изнео тајне документе који су показали постојање великог броја тајних пројеката надзирања, као на пример, PRISM и Baundles informant и документе који показују да су САД спроводиле хакерске нападе у рачунаре широм света, између осталог и у току састанка Г-20 у Лондону 2009. године, у Хонгконгу и Кини. Сноуден је предао документе новинарима Гардијана и Вашингтон поста, у јуну 2013.

## Биографија
Едвард Џозеф Сноуден је рођен 21. јуна 1983. године у Елизабет Ситију (Северна Каролина). Пријатељима је био познат као Ед. Одрастао је у Вилмингтону. Његов отац, Лони Сноуден, који живи у Пенсилванији, био је официр обалске страже САД, а његова мајка Елизабет, позната као Венди, која живи у Балтимору (Мериланд), службеница је при федералном суду у Мериленду. Његови родитељи били су заједно у средњој школи и венчали су се са осамнаест година. Ед је рано детињство провео у Елизебет Ситију, на обали Северне Каролине, где обалска стража има највећу ваздухопловну и поморску базу. Сноуденов отац има чврсте патриотске ставове. Конзервативац је и либертаријанац. Као дете Ед је преселио у Мериленд недалеко од Вашингтона. Основну и средњу школу похађао је у Крофонту, у округу Ен Арундел. Као тинејџер похађао је оближњу средњу школу Арундел, годину и по дана. У току школовања разболео се од мононуклеозе и није похађао наставу четири-пет месеци, поред тога, на његово школовање је лоше утицала и криза у браку његових родитеља. Сноуден никада није завршио средњу школу. Са шеснаест година 1999. уписао је државни колеџ Округа Арундел. Похађао је компјутерске курсеве. Касније је стекао и диплому општег средњег образовања. Међутим, чињеница да није редовно завршио средњу школу терала га на стално доказивање. У мају 2001. његови родитељи су се ипак развели. После развода Ед живи са цимером у Еликот Ситију, близу западног Балтимора. Потом је преселио у дом своје мајке у насеље Вудленд вилиџ. У то време суседи су кроз размакнуте завесе могли редовно да виде Еда како ради за компјутером. Готово све његове комшије су радиле у федералној власти а недалеко од куће на путу између Вашингтона и Балтимора било је седиште Агенције за националну безбедност - NSA. Као тинејџер Сноуден је знао све о NSA. Многи његови суседи су радили у агенцији. У пространом комплексу од хиљаду ари у Форт Миду радило је четрдесет хиљада људи, (ту је иначе запослен највећи број математичара САД). Тај Замак загонетки зове се и SIGINT City. У то време његови изгледи да се ту запосли били су врло слаби. У раним двадесетим предмет његовог интересовања били су претежно компјутери. Сматрао је да је интернет најзначајнији изум у историји човечанства. Дане је проводио сурфујући по интернету и играјући Текен, јапанску ролплеј игру. Одржавао је кондицију и вежбао кунг-фу. Године 2003. представљао се као MCSE, Мајкрософтов сертификовани стручњак за решавање проблема, без дипломе и дозволе за рад, који живи у Мериленду. Сноуденов отац је у то време одселио у Пенсилванију. Након напада САД на Ирак 2003. године Ед је почео озбиљно да размишља о војној каријери. Сматрао је да је циљ Џорџа В. Буша да свргне Садама Хусеина потпуно исправан и да као човек има обавезу да учествује у ослобађању потлачених људи. У мају 2004. ступио је у војску САД. Пријавио се у великом војном утврђењу Форт Бенинг у Џорџији. По уговору је провео десет недеља на основној обуци и потом на напредном пешадијском курсу. Потом је требало да иде на процењивање способности за специјалне снаге. Међутим, његово службовање у војсци била је катастрофа. Био је кратковид и током пешадијске обуке поломио је обе ноге. После свега војска му је дала отпуст. По повратку у Мериленд запослио се као специјалиста за безбедност у Центру за напредно проучавање језика при Мерилендском универзитету 2005. Почео је да ради у обезбеђењу али се касније пребацио у сектор информационих технологија. Почео је да ради у тајном одсеку NSA при универзитетском кампусу. Центар је тесно сарађивао са обавештајним службама САД. Средином 2006. успео је да добије посао у сектору информационих технологија при Централној обавештајној агенцији - CIA. Брзо је схватио да његове изванредне рачунарске вештине могу да му отворе разна занимљива врата у самој влади. Увидео је да му служба у влади САД пружа узбудљиве могућности, укључујући путовања изван земље и друге погодности. Године 2007.CIA га шаље у Женеву, на први задатак ван земље. Његов посао је био да брине о компјутерској безбедности дипломата САД. Био је надзорник информационих система и телекомуникација. Живео је у четверособном комфорном стану у власништву владе САД. У Женеви се Сноуден упознао са тибетанском културом и учествовао у демонстрацијама које је организовао Покрет за Слободни Тибет пред летње Олимпијске игре у Пекингу 2008. Информатички техничар Централне обавештајне агенције у то време посебно се занимао како ће дигиталне промене и ширење Фејсбука и осталих друштвених мрежа утицати на демократију и начин управљања људима. У то време Сноуден је посетио и Сарајево, Румунију, Шпанију. Сноудена су одушевљавали швајцарски ставови о слободи појединца и то што је проституција легална. Учествовао је у мотоциклистичким тркама у Италији. Био загрижени десничар и подржавао је Рон Пола, најчувенијег борца за амерички либертаријанизам. Подржао је Полову кандидатуру за место председника САД 2008. Одлично мишљење је Сноуден имао и о Џону Мекејну и на интернет форуму изјаснио се о Мекејну: изврстан вођа и човек од правих вредности. Обаму није подржавао. Током избора је изјавио да би подржао Обаму када би се он удружио са Мекејноим. Сноуден је сматрао и на интернет форуму написао да би Хилари Клинтон за земљу била гора од куге. Када је Обама победио на изборима и постао председник, Сноуден је почео да осећа снажну одбојност према њему. Критиковао је покушаје Беле куће да забрани јуришно оружје. Био је против социјалног осигурања јер је сматрао да појединци не треба да очекују помоћ од државе. Сноуден је 2009. ватрено говорио против владиних званичника који су поверљиве информације пуштали у медије. Био је жестоко против Обамине одлуке да постави Леона Панету за директора CIA. Сматрао је да је Панетино неискуство у обавештајном сектору очигледно. Био је разочаран и обавештајним скандалима из времена Бушовог мандата, тајним затворима Централне обавештајне агенције и илегалним прислушкивањем. У то време Сноуден је очигледно знао за интернет страницу о транспарентности и Викиликс. Сматрао је, у то време, да је Њујорк тајмс, још гори од Викиликса. Тврдио је да Тајмс открива детаље осетљивих тајних операција. Зачетак Сноуденовог сопственог разочарања у владино шпијунирање ипак потиче још из његовог боравка у Швајцарској. Његова одлука да на светлост јавности изнесе тајне америчке владе већ је била у зачетку али у то време још увек није имао приступ најважнијим документима. Сноуден је желео да Обама изведе пред лице правде припаднике Бушове владе који су били одговорни за америчке војне депонације бораца сакупљених с ратишта, од којих неки нису имали никакве везе са екстремистима и Ал Каидом а који су годинама трунули иза решетака, без икаквог суђења. Међутим, Сноуден је дошао до закључка да је Обама недуго пошто је ступио на власт сасвим обуставио истраге системског кршења закона, и да је продубио и проширио неколико програма који су гушили грађанска права и одбио да троши политички капитал како би ставио тачку на кршење људских права у Гвантанаму. У фебруару 2009. Сноуден је дао отказ у CIA. Следеће Сноуденово запослење било је у Агенцији за националну безбедност, радио је по уговору у постројењу NSA у војној бази САД у Јапану. Његов лични досије из CIA никад није био прослеђен том послодавцу. Све могуће замерке на његов рад од његових бивших колега из CIA највероватније су биле изгубљене у систему. Још од тинејџерских дана Сноуден је обожавао Јапан, још као заљубљеник у игрицу Текен. Од 2002. до 2004. радио је и као веб-мастер за јапанску аниме интернет страницу, Рјухана прес. Године 2009. Сноуден је уписао летњу школу при кампусу у Токију који је сарађивао са Мерилендским универзитетом и вредно је радио на усавршавању својих језичких и технолошких вештина. У том периоду Сноуденова активност на интернету и форумима потпуно престаје. Добио је приступ већој количини строго поверљивих докумената, из којих је увидео у каквим размерама NSA сакупља податке о цивилима. Његова огорченост према Обаминој влади почела је да расте. У периоду од 2009. до 2012. сазнао је колике су тачно размере шпијунске активности NSA. У марту 2012. Сноуден је напустио Јапан. У то време донирао је новац свом либертаријанском политичком хероју, Рону Полу за председничку кампању. Сноуден је потом стигао на Хаваје.

Нови посао Сноуден је добио у Регионалном криптолошком центру NSA (у Централној безбедносној служби) на главном острву Оаху, близу Хонолулуа. Тај центар је један од тринаест објеката NSA изван Форт Мида у служби SIGINT-а, који је посебно задужен за шпијунирање Кине. Сноуден је тамо постао стручњак за Кину. Држао је курс о кинеској контраобавештајној служби и учио је више званичнике Министарства одбране како да своје податке заштите од Пекинга и његових вештих хакера. Био је одлично упознат с активним операцијама NSA против Кине. Провео је тринаест месеци на Хавајима. Његов бес је тињао.
. . . (подаци у припреми...)
Сноуден је након објављивања докумената ЦИА-е, пребегао најпре у Хонгконг, а касније у Москву, 23. јуна 2013. где га је дочекао дипломатски аутомобил који је вероватно припадао Еквадору. Сноуден је добио помоћ од организације Викиликс и њеног оснивача Џулијана Асанжа. Након што му је већи број држава одбио дати азил, 6. јула 2013. године Венецуела је понудила азил Сноудену. Међутим 1. августа 2013. године азил је добио од Русије.